# 跨龙门
跨龙门，又稱大南门，是上海明、清時代的一座城門，位于正南方。

## 位置
跨龙门位于今上海市黄浦区的中华路、光启南路、跨龙路路口一带，俗称大南门。

## 历史
明代嘉靖三十二年，为防备倭寇入侵而修筑上海城墙，跨龙门为当时开辟的6座城门之一。

### 拆除
1912年（民国元年），上海拆除城墙，跨龙门被拆除。护城河被填筑，改为中华路，通行有轨电车。此后大南门继续作为地名和电车站名存在。